# 战·争
是2025年上映的英美合拍戰爭動作片，由雷·门多萨和亚历克斯·加兰执导、编剧，德德哈罗·伍恩-阿乙-太任、威爾·普爾特、柯斯莫·賈維斯、基特·康納、芬·贝内特、泰勒·約翰·史密斯、米高·簡東費尼、阿丹·布拉德利、諾亞·森迪尼奧、埃文·霍茲曼、亨利·扎格、約瑟夫·奎因、查爾斯·梅爾頓等群星主演，改编自门多萨在美国海军海豹部隊服役的经历。故事发生在2006年的伊拉克战场，一队海豹突击队在当地执行清剿叛军的任务。
电影2025年3月16日在芝加哥音乐盒剧院首映，同年4月11日在美国上映，由A24发行。口碑正面。

## 剧情
2006年拉马迪战役期间，海豹突击队阿尔法一排趁着夜色掩护，控制了当地一栋民房。他们发现楼上其实是个独立的公寓后，就直接破墙而入。联合终端攻击控制员（JTAC）兼通讯官雷·门多萨负责协调空中支援来监视他们的位置，而狙击手兼医务兵埃利奥特·米勒则负责监视街对面的一个市场。他们这是在为海军陆战队的一次行动提供空中掩护支援。
翻译法里德和努尔了解到这栋楼的两层住着不同的家庭，就赶紧告诉他们待在原地，千万别出声。雷和埃利奥特观察到敌人活动越来越频繁，而空中支援却撤走了。海空火力联络官（ANGLICO）麦克唐纳中尉赶紧通过无线电请求空中支援，与此同时，翻译们也警告说，敌人已经通过广播发出了战斗号召。行动总指挥埃里克指派翻译们去守卫大楼的几个要害位置。突然，一枚手榴弹被扔进了狙击手的房间，埃利奥特受了伤，汤米和弗兰克也被震得晕头转向。队伍立刻呼叫了伤员撤离（CASEVAC），准备把埃利奥特送走。为了准备撤离，小队成员们赶紧收拾好武器，并且引爆了预设的克莱莫地雷。伊拉克翻译们冒着浓烟，领着埃利奥特、萨姆、汤米和埃里克冲向等候在那里的M2布拉德利战车。就在战车后舱门刚放下来的时候，一个简易爆炸装置（IED）突然爆炸，当场炸死了一名翻译，埃利奥特和上士萨姆也受了伤。布拉德利战车本身也遭到了损伤，不得不先行撤退。
阿尔法一排只能撤回那栋民房里重新组织防御。在屋里，他们手忙脚乱地照料着萨姆和埃利奥特，两人都伤得很重，埃利奥特更是直接昏死过去。埃里克紧急呼叫阿尔法二排，让他们火速向自己的位置靠拢，但是对方的行进因为街上激烈的交火而受阻。空中支援倒是回来了，但因为敌人离阿尔法一排实在太近，麦克唐纳只能协调进行一次“武力展示”来吓唬吓唬敌人。雷判断萨姆需要用止血带，但他自己手抖得太厉害，根本没法弄。情急之下，他只好用膝盖死死压住萨姆的伤口，这让萨姆疼得更厉害了。雷的精神有点恍惚，埃里克赶紧上前接手，成功给萨姆扎上了止血带。这时，埃利奥特醒了过来，麦克唐纳在给他处理伤口时，他疼得撕心裂肺地尖叫。埃利奥特指挥麦克唐纳从他的医疗包里拿出吗啡，最终给埃利奥特和萨姆都注射了。
阿尔法二排和第三分队总算赶到了阿尔法一排所在的楼房。埃里克此时已经心神大乱，他把指挥权交给了阿尔法二排的队长杰克。杰克请求医疗后送，但上头因为担心再遭到IED袭击给拒了。于是，杰克命令自己的通讯官约翰，冒充陆军指挥官的名义，强行批准了他们的后送请求。队员们从街上抢回了装备，然后把埃利奥特和萨姆分别送上了不同的布拉德利战车。小队返回屋内，而此时叛乱分子正从四面八方向他们的位置围拢过来。杰克觉得敌人可能已经从屋顶渗透到了二楼，就命令另外两辆布拉德利战车直接轰掉他们这栋楼的顶层。在又一次“武力展示”的火力掩护下，阿尔法一排和阿尔法二排被布拉德利战车成功接应出来，冒着密集的轻武器火力撤离了这个街区。屋里的那些当地家庭成员们，这才小心翼翼地从各自的房间里走出来，他们意识到军队已经走了。幸存的叛乱分子也小心地聚集到街上，仔细查看那名牺牲的伊拉克翻译的遗体。
影片的最后，屏幕上出现了一行字幕：“献给埃利奥特。” 在片尾字幕滚动之前，画面还展示了当年参与这次真实任务的海豹五队成员们，他们也参与了这部电影的制作过程。

## 演员
- 德德哈罗·伍恩-阿乙-太任（英语：D'Pharaoh Woon-A-Tai） 饰 雷·门多萨，聯合終端攻擊管制員
- 威爾·普爾特 饰 埃里克（Erik），排长
- 柯斯莫·賈維斯 饰 埃利奧特·米勒（Elliot Miller），医疗兵兼主狙击手
- 約瑟夫·奎因 饰 山姆（Sam），中士
- 基特·康納 饰 汤米（Tommy），炮手
- 芬·贝内特（英语：Finn Bennett） 饰 约翰（John），聯合終端攻擊管制員
- 泰勒·約翰·史密斯 饰 弗兰克（Frank），狙击手
- 米高·簡東費尼 饰 麦克唐纳上尉（LT McDonald），海兵航空管制中隊（英语：Air Naval Gunfire Liaison Company）、a member of an 海兵航空管制中隊（英语：Air Naval Gunfire Liaison Company）、火力支援官
- 阿丹·布拉德利（Adain Bradley）饰 中士拉埃鲁斯（Sgt. Laerrrus）
- 諾亞·森迪尼奧 饰 布莱恩／扎维（Brian / Zawi），炮手
- 埃文·霍兹曼（Evan Holtzman）饰 布洛克（Brock），狙击手
- 亨利·扎格（英语：Henry Zaga） 饰 亚伦（Aaron），先遣侦察兵
- 查爾斯·梅爾頓 饰 杰克（Jake），副排长
- 亚历克斯·布罗克多夫（英语：Alex Brockdorff） 饰 麦奇（Mikey），先遣侦察兵／炮手
- 内森·阿尔泰（Nathan Altai） 饰 法里德（Farid）
- 多尼亚·胡森（Donya Hussen） 飾 諾爾（Noor）

## 制作
2024年2月，消息指A24正在开发一部战争片，雷·门多萨与亚历克斯·加兰将加盟，其中门多萨担任军事顾问。两人将共同出任编剧和导演。消息公布的时候，查爾斯·梅爾頓正洽谈演出事宜，約瑟夫·奎因也有望出演。2024年3月，德德哈罗·伍恩-阿乙-太任加盟剧组，扮演主角门多萨，同时片名定名《战争》，基特·康納、柯斯莫·賈維斯、威爾·普爾特和芬·贝内特同期加盟。同月，加兰宣布逐步退出导演工作，专注编剧事业，因此在《战争》一片将主要辅佐门多萨的工作。2024年4月，諾亞·森迪尼奧、泰勒·約翰·史密斯、阿丹·布拉德利（Adain Bradley）、米高·簡東費尼、亨利·扎格和埃文·霍兹曼加盟剧组。2024年5月，主体拍摄在伦敦启动。

## 发行
电影于2025年3月16日在芝加哥音乐盒剧院首映，同年4月11日在美国上映，由A24发行。